# You Don’t Miss Your Water (’Til the Well Runs Dry)
„You Don’t Miss Your Water (’Til the Well Runs Dry)” jest szóstym i zarazem ostatnim singlem brytyjskiego artysty R&B Craiga Davida z jego drugiego albumu o nazwie Slicker Than Your Average. Utwór był jednym z niżej notowanych singli Davida do tej pory, prawdopodobnie z tegoż powodu, że był dopiero szóstym singlem z tego albumu oraz został wydany w tym samym czasie, gdy Slicker Than Your Average uzyskał certyfikat podwójnej platyny w Wielkiej Brytanii. „You Don’t Miss Your Water (’Til the Well Runs Dry)” zajął #43 miejsce na UK Singles Chart.
Był to pierwszy utwór Craiga Davida i zarazem jeden z pierwszych singli CD w Wielkiej Brytanii, będący formatem two-track CD.

## Teledysk
Teledysk do utworu „You Don’t Miss Your Water (’Til the Well Runs Dry)” jest występem Craiga Davida na żywo. Wideo trwa około 5:20 minut.

## Listy utworów i formaty
UK CD 1:
| Nr | Tytuł utworu                                                          | Długość |
| -- | --------------------------------------------------------------------- | ------- |
| 1. | „You Don’t Miss Your Water (’Til the Well Runs Dry)” (wersja radiowa) | 4:12    |
| 2. | „Static”                                                              | 4:10    |
|    |                                                                       | 8:22    |

UK CD 2 (Promo):
| Nr | Tytuł utworu                                                          | Długość |
| -- | --------------------------------------------------------------------- | ------- |
| 1. | „You Don’t Miss Your Water (’Til the Well Runs Dry)” (wersja radiowa) | 4:12    |

## Pozycje na listach
„You Don’t Miss Your Water (’Til the Well Runs Dry)” zadebiutował na UK Singles Chart na #43 miejscu i spędził dwa tygodnie w Top 75.
| Lista                                | Najlepsza pozycja |
| ------------------------------------ | ----------------- |
| Australian Singles Chart             | 180               |
| Tokio Hot 100                        | 93                |
| UK Top 75 Singles                    | 43                |
| World Chart Show (Worldwide Airplay) | 19                |